# Así es la vida (canción de Elefante)
«Así es la vida» es una canción y el sencillo debut de la agrupación mexicana Elefante, incluido en su álbum debut de estudio El que busca encuentra. La canción junto con el álbum estuvieron nominadas para los premios Grammy Latino celebrados en 2002 en las categorías Mejor álbum de rock y canción rock del año.

## Créditos y personal
- Reyli Barba - Vocales, coros, liricas, arreglos, guitarra acústica
- Rafael López Arellano - Guitarra eléctrica, arreglos
- Flavio López Arellano "Ahis" - Guitarra acústica, arreglos
- Luis Portela "Gordito Tracks"- Bajo, teclados, arreglos
- Iván Antonio Suárez "Iguana"- Batería, arreglos

## Posiciones en las listas
| Listas                                     | Posición |
| ------------------------------------------ | -------- |
| Estados Unidos Billboard Hot Latin Tracks  | 12       |
| Estados Unidos Billboard Latin Pop Airplay | 3        |